# راینر واکرا
راینر واکرا (استونیایی: Rainer Vakra؛ زادهٔ ۱۰ مارس ۱۹۸۱)  سیاستمدار و نماینده سابق مجلس اهل استونی است.